# Sphenotrochus (Sphenotrochus) lindstroemi
Sphenotrochus (Sphenotrochus) lindstroemi is een rifkoralensoort uit de familie van de Turbinoliidae. De wetenschappelijke naam van de soort is voor het eerst geldig gepubliceerd in 2000 door Cairns.